# Liste des tramways en Amérique du Sud
La liste des tramways en Amérique du Sud est une liste des réseaux de tramways urbains et suburbains existants ou ayant existé sur le continent sud-américain.

## Liste des réseaux de tramways par pays

### Argentine
- Bahía Blanca - traction vapeur, 1904 - ? ; traction électrique, 2 mars 1910 - 11 décembre 1938.
- Buenos Aires - traction hippomobile, 1870 - ? ; traction électrique, 22 avril 1897 - 20 février 1963. Nouvelle ligne E2 de tramway (premetro) ouverte le 27 août 1987.
  - Tramway historique (Tramway Histórico) ouvert le 15 novembre 1980.
  - Lanús - traction électrique, ? - 31 décembre 1964.
- Concordia - traction hippomobile, ? - ? ; traction électrique, 1er mai 1928 - mars 1963.
- Córdoba - traction hippomobile, ? - ? ; traction électrique, 22 août 1909 - 1962.
- Corrientes - traction hippomobile, ? - ? ; traction électrique, 1913 - 22 janvier - 1930.
- Ituzaingó - traction essence, ? - 1943.
- La Plata - traction hippomobile, ? - ? ; traction électrique, 22 octobre 1892 - ?, 3 janvier 1910 - 25 décembre 1966.
  - Berisso - traction électrique, ? - ?.
  - La Plata - Berisso, traction électrique, ? - 25 décembre 1966.
- Mar del Plata - traction hippomobile, ? - ? ; traction électrique, 30 décembre 1922 - septembre 1954.
- Mendoza - traction électrique, 1er octobre 1912 - novembre 1965. Nouveau LRT inauguré le 28 février 2012. Voir Metrotranvía de Mendoza.
- Necochea - traction vapeur, 1913 - 1914 ; traction électrique, 1914 - 30 mars 1952.
- Paraná - traction hippomobile, 1873 - ? ; traction électrique, 20 mai 1921 - ?.
- Rafaela - traction vapeur, ? - 18 février 1955.
- Resistencia - traction vapeur, ? - ?.
- Rosario - traction hippomobile, 1872 - ? ; traction électrique, 31 octobre 1906 - ?.
- Salta - traction électrique, 20 février 1913 - 1935.
- Santa Fe - traction hippomobile, ? - ? ; traction électrique, 25 mars 1914 - 30 avril 1961.
- Tucumán - traction hippomobile, 25 décembre 1882 - 1904, 25 décembre 1905 - décembre 1910 ; traction électrique, 22 octobre 1909 (ou 1er janvier 1910) - 12 octobre 1965 ; traction vapeur, 1916 - 1929.

### Bolivie
- Cochabamba - traction hippomobile, 1902 - ? ; traction électrique, 1914 - juillet 1939, 1941 - 30 mai 1948. 
  - Quillacollo - traction électrique, 13 septembre 1910 - juillet 1939, 1941 - 1943.
- La Paz - traction électrique, 16 juillet 1909 - 1950.
  - La Paz - El Alto - traction électrique, 1er décembre 1905 - mai 1977.
- Oruro - traction hippomobile, 9 juillet 1907 - 30 juin 1914.
- Potosí - traction hippomobile, ? - ? ; traction électrique, 1917 - 1918 (?). Si le réseau fut effectivement inauguré on ignore s'il fut réellement mis en service.

### Brésil
Classement par États.

#### Alagoas
- Maceió - traction vapeur, 23 mars 1868 - ? ; traction hippomobile, 25 décembre 1871 - ? ; traction électrique, 12 juin 1914 - 1956 (?).
- Penedo - traction hippomobile, 1er janvier 1909 - 31 décembre 1936.

#### Amazonas
- Manaus - traction vapeur, 1895 (?) - ? ; traction électrique, 1er août 1899 - 28 février 1957.

#### Bahia
- Cachoeira - traction hippomobile, 30 octobre 1872 - 1921.
- Salvador - traction hippomobile, 1860 - ? ; traction vapeur, 12 mai 1869 - ? ; traction électrique, 14 mars 1897 - septembre 1961.
- Santo Amaro - traction hippomobile, 1er janvier 1874 - 1962.

#### Ceará
- (Aracati) - traction hippomobile (?). Morrison (1989, page 43) affirme qu'un document émit par le gouvernement brésilien en 1873 mentionne un projet de tramway dans cette ville ; le destin de ce projet reste inconnu.
- Fortaleza - traction hippomobile, 25 avril 1880 (ou vers 1875) - ? ; traction électrique, 9 octobre 1913 - 19 mai 1947.
- Sobral - traction hippomobile, 1894 - 1918.

#### District fédéral
- Brasilia - ouverture prévue 2014

#### Espírito Santo
- Cachoeiro de Itapemirim - traction électrique, 25 décembre 1924 - 4 juin 1938.
- Vila Velha - traction électrique, 12 avril 1912 - 15 décembre 1967.
- Vitória - traction hippomobile, 11 juillet 1907 - avant 1913 ; traction électrique, 21 juillet 1911 - 23 mai 1963.

#### Maranhão
- São Luís - traction hippomobile, vers 1872 - ? ; traction électrique, 15 septembre 1924 - décembre 1966.
  - Tirirical - traction électrique, 26 octobre 1978 - 1983.

#### Mato Grosso
- Cuiabá - traction par mule, 30 avril 1891 - 1935.

#### Minas Gerais
- Além Paraíba - traction par mule, 1895 - 1925 (?) ; traction électrique, 15 novembre 1925 - 25 juillet 1939. Fermé après un accident.
- Belo Horizonte - traction vapeur, 7 septembre 1895 - ? ; traction hippomobile, 16 février 1899 - ? ; traction électrique, 2 septembre 1902 - 30 juin 1963.
- Bom Sucesso - traction électrique, 21 septembre 1930 - 1950 (?).
- Campanha - traction par mule, 1911 - ? ; traction vapeur, 191x - ? ; traction essence (?) ; traction électrique (?). Morrison (1989, page 87) donne des informations conflictuelles sur l'électrification ou non et la date de fermeture.
- Cataguases - traction hippomobile, 25 novembre 1910 - 1914, 10 août 1915 - 24 mars 1918.
- Caxambu - traction hippomobile, 1911 - 1925.
- Guarará - traction par mule, 1895 - 1923.
- Juiz de Fora - traction hippomobile, 7 septembre 1889 - ? ; traction électrique, 6 juin 1906 - 14 avril 1969.
- Lavras - traction électrique, 21 octobre 1911 - 8 novembre 1967.
- (Mar de Espanha) - traction hippomobile (?). Morrison (1989, page 79) affirme qu'une source de 1889 mentionne un tramway dans cette ville, mais aucune autre source ne permet de le corroborer.
- Nova Lima - Raposos - traction électrique, 3 avril 1913 - vers 1970.
- Ouro Preto - traction par mule, 1er décembre 1888 - vers 1891.
- Pedro Leopoldo - traction par mule, 1907 - 1930.
- Sacramento - Cipó - traction électrique, 15 novembre 1913 - octobre 1937.
- São Lourenço - traction hippomobile, 1905 - 1932.
- Teófilo Otoni - traction hippomobile, septembre 1918 - mai 1938.
- Ubá - traction par mule, 1895 - 1922.

#### Pará
- Belém - traction vapeur, 1er septembre 1869 - ? ; traction par mule, 1870 - 21 juillet 1908 ; traction électrique, 15 août 1907 - 27 avril 1947.
- Mosqueiro - traction hippomobile, vers 1913 (?) - ?.
- San Antônio do Prata - traction hippomobile, 1907 - 1914. Remplacé par un chemin de fer local.

#### Paraíba
- Itabaiana - traction hippomobile, 1914 - 1929.
- João Pessoa - traction hippomobile, 6 juin 1896 - ? ; traction vapeur, 21 octobre 1906 - 1919 ; traction essence, 15 février 1911 - 1919 ; traction électrique, 19 février 1914 - 1958.

#### Paraná
- Curitiba - traction par mule, 8 novembre 1887 - 1913 ; traction électrique, 7 janvier 1913 - juin 1952.
- Paranaguá - traction vapeur, 7 décembre 1893 - 1938 ; traction par mule, ? - 1938 ; traction essence, ? - 1938.

#### Pernambouc
- Afogados da Ingazeira - traction hippomobile, 1895 - vers 1914.
- Arcoverde - traction hippomobile, ? - ?. Voir Carpina ci-dessous.
- (Carpina) - traction hippomobile, ? - ?. Morrison (1989, page 55) cite un historien de Recife affirmant que Carpina avait son tramway.
- Caruaru - traction hippomobile, ? - ?. Voir Carpina ci-dessus.
- Garanhuns - traction diesel. Service expérimental mené en 1968 au moyen d'un ancien tramway de Recife équipé d'un moteur diesel sur un chemin de fer local récemment désaffecté. Aucune suite de fut donnée après l'avarie de la motrice, surchargée de passagers le jour de l'inauguration.
- (Goiana) - traction hippomobile (?). Morrison (1989, page 55) cite une brochure gouvernementale de 1873 mentionnant un projet de tramway dans cette ville, sans confirmation de sa réalisation.
- Limoeiro - traction hippomobile, ? - ? ; traction essence, ? - 1952.
- Palmares - traction hippomobile, ? - ?. Voir Carpina ci-dessus.
- Pesqueira - traction hippomobile, 191x - 193x.
- Recife - traction vapeur, 5 janvier 1867 - 1922 ; traction par mule, 22 septembre 1871 - ? ; traction électrique, 13 mai 1914 - mars 1954. Reprise de l'exploitation, au moyen d'une seule voiture, après décision de justice, jusqu'en 1960.
- Timbaúba - traction hippomobile, 10 octobre 1915 - 193x.
- Triunfo - traction hippomobile, ? - ?. Voir Carpina ci-dessus.

#### Piauí
- Teresina - traction hippomobile, ? - ?.

#### Rio de Janeiro
- (Barra do Piraí) - Morrison (1989, page 120) cite un rapport du gouvernement de 1888 décrivant trois concessions pour la construction d'un tramway et une publication de 1922 incluant deux photos montrant la voie et le fil de contact aérien caractéristique. Il ajoute néanmoins qu'une visite de la ville ne lui apporté aucune information sur l'existence d'un tramway urbain.
- Campos dos Goytacazes - traction par mule, 19 septembre - 1875 - 1916 ; traction électrique, 14 octobre 1916 - 15 novembre 1918 ; traction essence, 1918 / 1923 - 15 novembre 1964.
- Macaé - traction par mule, 29 juin 1872 - 1932.
- Magé - traction hippomobile, 4 février 1873 - 1er novembre 1896. Service temporaire sur voie ferrée.
- Manuel Duarte - traction hippomobile, vers 1887 - 1911.
- Mendes - traction par mule, 1889 - vers 1912 ; traction électrique (marchandises) et traction essence (passagers), vers 1912 - 1952.
  - Ligne non connectée - traction hippomobile, 1900 - 1932.
- Nova Friburgo - traction par mule, 1883 - 1933.
- Petrópolis - traction électrique, 13 décembre 1912 - 15 juillet 1939.
- Riberão das Lajes - traction essence, 1906 - 1935. Reprenaitn une ancienne voie du chantier de construction du barrage de Nicanor Pereira.
- Rio de Janeiro - traction hippomobile, 31 janvier 1859 - septembre 1862, 9 octobre 1868 - 26 mars 1910 ; traction vapeur, septembre 1862 - 28 novembre 1866, 1882 - ? ; traction électrique par accumulateurs, 2 juillet - 16 juillet 1887 ; traction électrique par fil aérien inaugurée le 8 octobre 1892. Dernière ligne dans Zona Norte fermée le 21 mai 1963, dans Zona Sul le 21 décembre 1967.
  - Madureira - traction hippomobile, 28 septembre 1911 - 1928 ; traction électrique, 12 octobre 1928 - ?.
  - Santa Teresa (bonde elétrico)- traction hippomobile, 25 mai 1875 - juin 1897 ; traction électrique, 1er septembre 1896 - aujourd'hui.
  - Campo Grande - traction électrique, 17 mai 1917 - 31 octobre 1967.
  - Ilha do Governador - traction électrique, 4 octobre 1922 - 10 avril 1965.
  - Niterói - traction hippomobile, 9 octobre 1871 - 15 août 1908 ; traction électrique par accumulateurs, 7 octobre 1883 - vers février 1885 ; traction électrique, 31 octobre 1906 - 31 juillet 1964.
    - São Gonçalo - traction vapeur, 5 août 1899 - février 1917 ; traction essence, 15 février 1917 - juillet 1925 ; traction électrique, 25 août 1910 - 31 juillet 1964.

  - Santa Cruz - traction hippomobile, 1880 - 1911.
- Vassouras - traction par mule, 11 juillet 1883 - 1914.

#### Rio Grande do Norte
- Natal - traction hippomobile, 7 septembre 1908 - ? ; traction électrique, 2 octobre 1911 - mai 1955.

#### Rio Grande do Sul
- Bagé - traction hippomobile (?).
- Cassino - traction hippomobile (?).
- Pelotas - traction hippomobile, 9 novembre 1873 - vers 1915 ; traction électrique, 20 octobre 1915 - avril 1955.
- Porto Alegre - traction par mule, 1er novembre 1864 - 1872, 4 janvier 1873 - 1914 ; traction électrique, 10 mars 1908 - 8 mars 1970.
- Rio Grande - traction par mule, 5 juillet 1876 - vers 1912 ; traction électrique, 15 novembre 1911 - 15 juin 1967.
- São Leopoldo - traction hippomobile, 29 novembre 1914 - 1915.
- Uruguaiana - traction hippomobile (?).

#### Santa Catarina
- Florianópolis - traction par mule, 6 novembre 1880 - 1885, 5 juin 1909 - 193x.
- Joinville - traction par mule, 29 janvier 1911 - 10 avril 1917.

#### São Paulo
- Campinas - traction électrique, 24 juin 1912 - 24 mai 1968.
  - Tramway historique ouvert le 5 novembre 1972, en service tous les week-ends de l'année.
  - Campinas - Souzas - Cabras - traction vapeur, 1894 - 1917 ; traction essence (sur l'antenne Joaquím Egido - Lacerda), 1919 - 1er octobre 1939 ; traction électrique, 18 mars 1917 - 10 février 1960.
- Campos do Jordão - traction essence, 15 novembre 1914 - 1916, 21 décembre 1924 - 1956 ; traction électrique, 1956 - aujourd'hui.
  - Campos do Jordão - Pindamonhangaba - traction vapeur (marchandises), traction essence (passagers) 15 novembre 1914 - vers 1916 ; traction électrique, 21 décembre 1924 - aujourd'hui.
- Guaratinguetá - traction par mule, 1898 - vers 1920 ; traction électrique, 7 mars 1914 - vers 1957 (reliait Guaratinguetá à Aparecida).
  - Aparecida - traction par mule, 1895 - 1913 ; traction électrique 8 décembre 1913 - avant 1957.
- Jundiaí - traction par mule, 1893 - 1896. Selon Morrison (1989, page 46) un projet d'électrification fut stoppé par le premier conflit mondial.
- Lorena - traction par mule, 18 octobre 1886 - 1896.
- Piracicaba - traction électrique, 15 janvier 1916 - 3 octobre 1969.
- Piraju - traction électrique, 1er août 1915 - 1931 ou 2 août 1937 (informations contradictoires données par Morrison (1989, page 159)).
  - Piraju - Sarutaiá - traction électrique, 15 août 1915 - 1931 ou 2 août 1937 (informations contradictoires données par Morrison (1989, page 159)).
- Santos - traction hippomobile, 8 octobre 1871 - ? ; traction électrique, 28 avril 1909 - 28 février 1971.
  - São Vicente - traction hippomobile, 24 octobre 1875 - 1909 ; traction électrique (exploité comme une partie du réseau Santos), 28 avril 1909 - ?.
  - Guarujá - Itapema - traction vapeur, 1893 - 1925 ; traction électrique, 11 janvier 1925 - 13 juillet 1956.
  - Tramway historique, 10 juin 1984 - octobre 1986.
  - Tramway historique, 23 septembre 2000 - aujourd'hui.
- São Bernardo do Campo - traction essence, ? - 5 octobre 1930.
- São Carlos - traction hippomobile, 1895 - 1896 (fermé par l'épidémie de fièvre jaune) ; traction électrique, 27 décembre 1914 - 16 juin 1962.
- São Paulo - traction par mule, 12 octobre 1872 - 1907 ; traction vapeur, 14 mars 1886 - 1914 ; traction électrique, 7 mai 1900 - 27 mars 1968.
- Sorocaba - traction électrique, 30 décembre 1915 - 28 février 1959.
  - Sorocaba - Votorantim - traction électrique, 4 février 1922 - 1977. Transport public de passagers supprimé en 1966.
- Taubaté - traction par mule, 27 mai 1879 - vers 1910 ; traction vapeur, 1880 - 1920.

Tramway non-public :
- Itatinga - traction vapeur, 1906 - 1958 ; traction électrique, janvier 1958 - aujourd'hui.

#### Sergipe
- Aracaju - traction par mule, 24 octobre 1908 - ? ; traction électrique, 2 juin 1926 - 1955.

### Chili
Classement par Régions.

#### Région de Tarapacá
- (Arica) - D'après Morrison (1992) on peut voir des rails sur de vieilles cartes postales montrant les rues de la ville mais aucune autre source n'est venue confirmer cela.
- Iquique - traction hippomobile, 1885 - 192x ; traction électrique par accumulateurs, 1916 (ou 1917 ) - ? ; traction essence, ? - 1930.
  - Tramway historique ouvert le 24 octobre 2004.
- Pisagua - traction hippomobile, 1889 - 1917.

#### Région d'Antofagasta
- Antofagasta - traction hippomobile, 1893 - 1914.
- Tocopilla - traction hippomobile, 1904 - 1909 (?).

#### Région d'Atacama
- Copiapó - traction hippomobile, 1890 - 1904 (?).

#### Région de Coquimbo
- Coquimbo - traction hippomobile, ? - ?.
- La Serena - traction hippomobile, ? - 1922 (?).

#### Région de Valparaíso
- Carthagène - traction hippomobile, 1909 - vers 1935.
- Los Andes - traction hippomobile, ? - ?.
- Limache - traction hippomobile, ? - ?.
- Quillota - traction hippomobile, ? - ?.
- San Antonio - traction hippomobile, 188x - ? ; traction vapeur, ? - ? ; traction essence, ? - 193x.
- San Felipe - traction hippomobile, ? - ?.
- Valparaíso - traction hippomobile, 4 mars 1863 - 1907 ; traction électrique, 26 décembre 1904 - 30 décembre 1952.
  - Viña del Mar - traction hippomobile, 1888 - 1906 ; traction électrique: voir ligne Valparaíso - Viña del Mar.
  - Valparaíso - Viña del Mar - traction électrique, 28 janvier 1906 - 1947. D'après Morrison (1992, page 33) l'électrification n'étant effective que le 11 novembre 1906, le service a d'abord été assuré en traction hippomobile.

#### Région du Libertador General Bernardo O'Higgins
- Rancagua - traction électrique, 8 juillet 1918 - 1930 (?).
- Rengo - traction électrique, 14 mars 1918 - 1923.

#### Région du Maule
- Talca - traction hippomobile, 1883 - 1911 ; traction électrique, 1911 - 1933.
- Villa Alegre - traction électrique, 29 août 1915 - 26 novembre 1926 ; traction essence, 1926 - 1931.

#### Région du Biobío
- Chillán - traction électrique, 1921 - 1936 ; traction hippomobile, 1936 - 1940 (?).
- Concepción - Talcahuano - traction électrique, 4 juillet 1908 - 21 novembre 1941.

#### Région d'Araucanie
- Temuco - traction électrique, mars 1919 - 1936.
- Traiguén - traction électrique, 1903 - 1929 (?).

#### Région métropolitaine de Santiago
- Batuco - traction hippomobile, ? - vers 1975. Service de tramway hippomobile sur une antenne du chemin de fer Santiago - Valparaíso (Morrison (1992, page 54)).
- Santiago - traction hippomobile, 10 juin 1858 - ? ; traction électrique, 2 septembre 1900 - 21 février 1959.
  - Renca - traction hippomobile, ? - ?.
  - Morandé - traction hippomobile, ? - ?.
- Santa Elena - traction hippomobile, ? - ?.

### Colombie
- Barranquilla - traction hippomobile, 26 avril 1890 - 1927[1].
- Bogota - traction hippomobile, ? - ? ; traction vapeur, ? - ? ; traction électrique par fil aérien, 7 mars 1910 - 30 juin 1951 ; traction électrique par accumulateurs, 14 avril 1948 - ?.
- Cali - traction vapeur, ? - 192x.
- Medellín - traction hippomobile, 1886 - 1897 ; traction électrique, 21 octobre 1921 - juillet 1951.
- Pereira - traction électrique, 26 février 1926 - 1956 (?).

### Équateur
- Cuenca (Équateur) – traction électrique, depuis 2020
- Guayaquil - traction hippomobile, 1873 - ? ; traction électrique, 15 janvier 1910 - 1951.
- Quito - traction électrique, 8 octobre 1914 - 1948 ; traction essence, 22 juin 1923 - 1928.

### Guyana
- Georgetown - traction hippomobile, 1880 - ? ; traction électrique, 25 février 1901 - 28 février 1930.

### Paraguay
- Asuncion - traction hippomobile, 1872 - ? ; traction vapeur, 1894 - 1932 ; traction électrique, 10 juillet 1913 - 1973, 1975 - juin (?) 1995. A fonctionné jusqu'en novembre 1997 en location (charter).

### Pérou
- Arequipa - traction hippomobile, 14 mars 1875 - ? ; traction électrique, 18 juillet 1913 - 9 janvier 1966.
- Catacaos - traction hippomobile, ? - ?.
- Chiclayo - traction hippomobile, vers 1890 - 1930.
- Cuzco - traction hippomobile, 191x - 1946
- Huacho - traction hippomobile, 4 décembre 1890 - ? ; traction électrique par accumulateurs, 1922 - 1929.
- Iquitos - traction vapeur, 1905 - 1935.
- Lima - traction hippomobile, 24 mars 1878 - ? ; traction électrique, 1er juin 1906 - 17 septembre 1965.
  - Callao - traction hippomobile, 1864 - ?.
  - Lima - Callao - traction électrique, 27 juillet 1904 - 17 septembre 1965.
  - Magdalena - traction hippomobile, ? - ?.
  - Lima - Magdalena - traction électrique, 1909 - 17 septembre 1965.
  - Miraflores, Barranco et Chorrillos - traction hippomobile, ? - ? ; traction électrique (à Miraflores et Barranco), 191x - 193x.
  - Lima - Miraflores - Barranco - Chorrillos - traction hippomobile, 1904 - ? ; traction électrique, 31 mars 1904 - 17 septembre 1965.
- Paita - traction hippomobile, 30 août 1891 - 192x.
- Pisco - traction hippomobile, 187x - ? ; traction électrique par accumulateurs, janvier 1921 - après 1935.
- Piura - traction hippomobile, vers 1890 - 193x.
- San Pedro de Lloc - traction hippomobile, 1880 - ?.
- Trujillo - traction hippomobile, 189x - 193x.

### Suriname
- Paramaribo - traction vapeur, 1905 - 1957.

### Uruguay
- Montevideo - traction hippomobile, ? - ? ; traction électrique, 10 novembre 1906 - 14 avril 1957.
  - Tramway historique, 15 octobre 1967 - 28 avril 1974.
- Salto - traction hippomobile, ? - 1930.

### Venezuela
- Caracas - traction vapeur, ? - ? ; traction électrique, 15 janvier 1907 - 13 août 1947.
  - Caracas - La Guaira - traction vapeur, 188x - 1928 ; traction électrique, 9 avril 1928 - 1952.
- Carúpano - traction électrique, 9 janvier 1916 - 28 juin 1933.
- La Guaira - Macuto - Maiquetía - traction vapeur, 1885 - 1914 ; traction électrique, 9 mai 1914 - 9 novembre 1933.
- Maracaibo - traction hippomobile, ? - 1925 ; traction électrique par accumulateurs, 1915 - ? ; traction électrique par fil aérien, 18 mai 1917 - 1933 (?).
- Valencia - traction hippomobile, ? - ? ; traction électrique, 11 (?) juillet 1915 - 1956.

## Classement des réseaux sud-américains de tramways existants
| Ville                                     | Pays            | Longueur du réseau (en kilomètres) | Longueur additionnée des lignes | Nombre de lignes | Nombre de stations | Date d'ouverture ou d’électrification | Article et références     |
| ----------------------------------------- | --------------- | ---------------------------------- | ------------------------------- | ---------------- | ------------------ | ------------------------------------- | ------------------------- |
| Buenos Aires                              | Argentine       | 2,1                                | 2,1                             | 1                | 4                  | 2007                                  | Tranvía del Este          |
| Buenos Aires                              | Argentine       | 7,4                                | 7,4                             | 1                | 17                 | 1987                                  | Prémétro (Buenos Aires)   |
| Mendoza                                   | Argentine       | 12,6                               | 12,6                            | 1                | 15                 | 2012                                  | Métro léger de Mendoza    |
| Brasilia                                  | Brésil          |                                    |                                 |                  |                    | (en construction)                     | Tramway de Brasilia (pt)  |
| Campinas                                  | Brésil          |                                    |                                 |                  |                    | 1912                                  |                           |
| Campos do Jordão                          | Brésil          |                                    |                                 |                  |                    | 1956                                  |                           |
| Campos do Jordão – Pindamonhangaba        | Brésil          |                                    |                                 |                  |                    | 1924                                  |                           |
| Itatinga                                  | Brésil          |                                    |                                 |                  |                    | 1958                                  |                           |
| Rio de Janeiro (Santa Teresa)             | Brésil          | 7,3                                | 9,7                             | 2                |                    | 1896                                  | Tramway de Santa Teresa   |
| Rio de Janeiro (Centre et zone portuaire) | Brésil          | 28                                 |                                 | 3                |                    | 2016                                  | Tramway de Rio de Janeiro |
| Cuenca (Équateur)                         | Équateur (pays) | 10,7                               | 10,7                            | 1                | 27                 | 2020                                  | Tramway de Cuenca         |